# Acanthostigma scopulorum
Acanthostigma scopulorum är en svampart som beskrevs av Ellis & Everh. 1887. Acanthostigma scopulorum ingår i släktet Acanthostigma och familjen Tubeufiaceae.   Inga underarter finns listade i Catalogue of Life.